# Siebog
Siebog er i vendisk mytologi den mandlige gud for ægteskab. Han var gift med Sieba.
| Mytologi | Spire Denne artikel om mytologi er en spire som bør udbygges. Du er velkommen til at hjælpe Wikipedia ved at udvide den. |